# كفر داود الجديدة

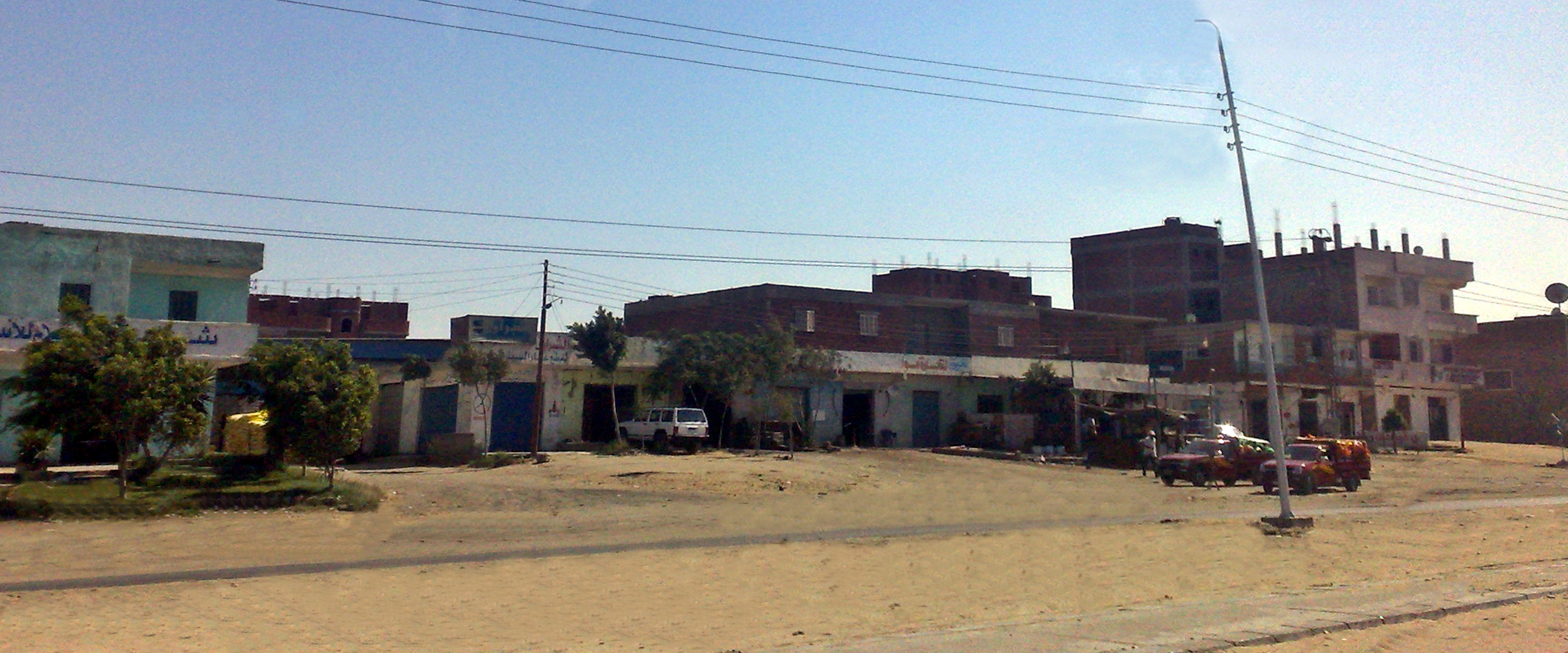
جانب من القرية على الطريق الإقليمي.

كفر داود الجديدة قرية تابعة لمركز السادات في محافظة المنوفية في جمهورية مصر العربية.